# 金子神社祭礼

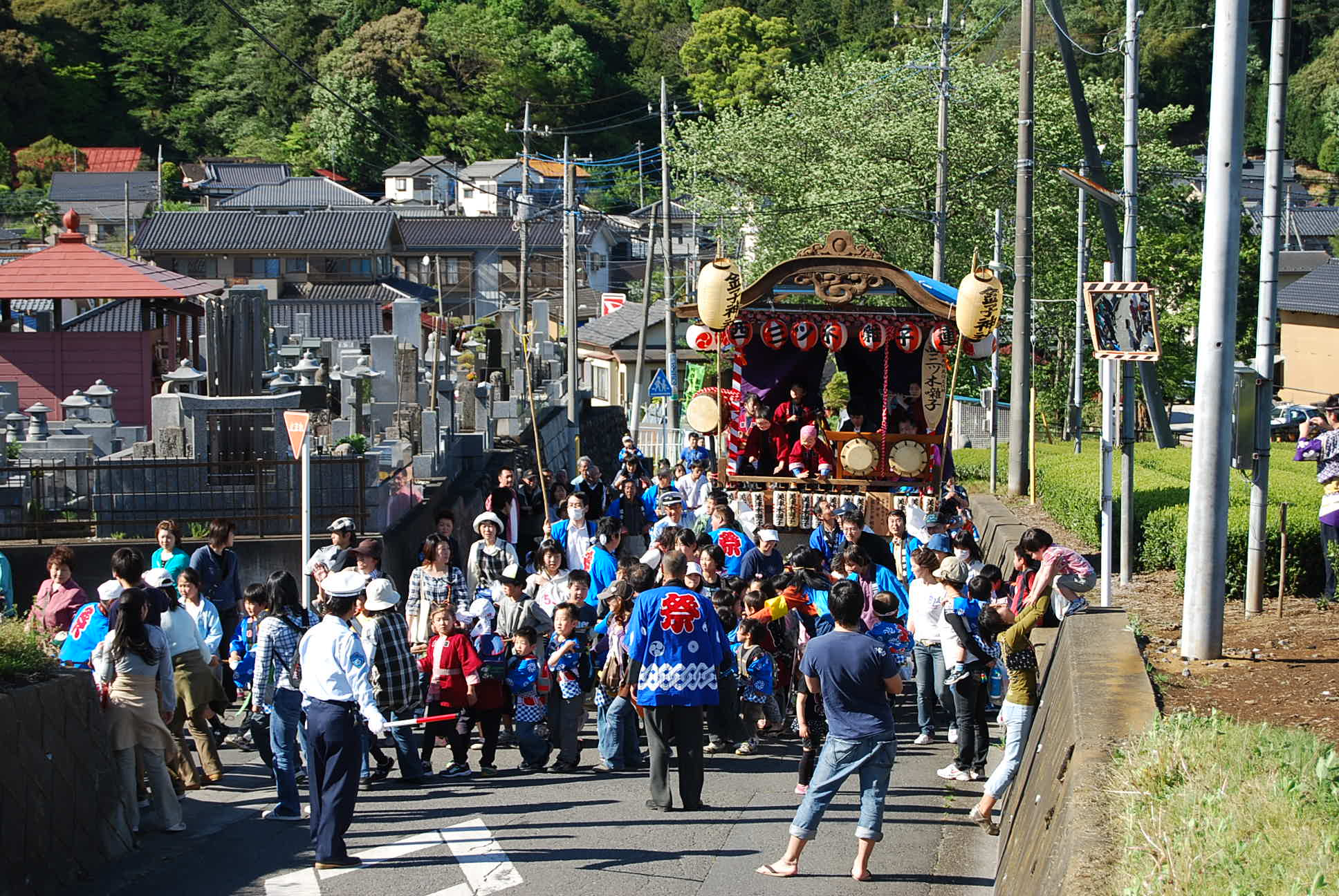
金子神社祭礼の模様

金子神社祭礼（かねこじんじゃさいれい）は、埼玉県入間市にある金子神社で、毎年4月の最終土・日曜日に開催される例祭。
華やかに飾りつけられた神輿と山車が入間市の西三ツ木・三ツ木台地区を練り歩く。地元住民には「金子神社例大祭」または「天王様の例大祭」と呼ばれ、同市を代表する祭礼の一つに数えられる。江戸時代後期の寛政年間には既に始められていた。

## 概要
現在は毎年4月最終の土曜日と日曜日に開催され、1日目は宵宮と称され夕方から山車が村廻りを行う。2日目は本祭りと称し午後から御輿1基、山車2基が村廻りを行う。山車の上で奉納される「西三ツ木ばやし」は入間市指定無形民俗文化財に指定され、江戸後期頃からの歴史があり、また独特の祭囃子で有名である。

## 由来と起源

### 祭礼
祭礼の起源については不明であるが、寛政3年（1791年）6月に代官所に提出した『村鑑明細帳』（むらかがみめいさいちょう）には「林山畑の間、牛頭天王の社一ヶ所御座候（ござそうろう）、毎年六月十五日御料、私領（ごりょう、しりょう）の百姓ども寄り合い、少々奉り掴まり申し候」と記され、寛政年間には、既に金子郷西三ツ木村の村民により祭礼が行われていたことがわかる。また当時「牛頭天王」は天王様と称され、村人に「天王様の祭礼」として尊ばれていた。天保年間から明治期にかけて盛大に行われ、祭礼の日にちは明治初期までは毎年6月15日、明治初期から昭和中期までは毎年7月20、25日、昭和中期から昭和後期にかけては毎年5月1日と推移しながら行われていた。

### 神輿

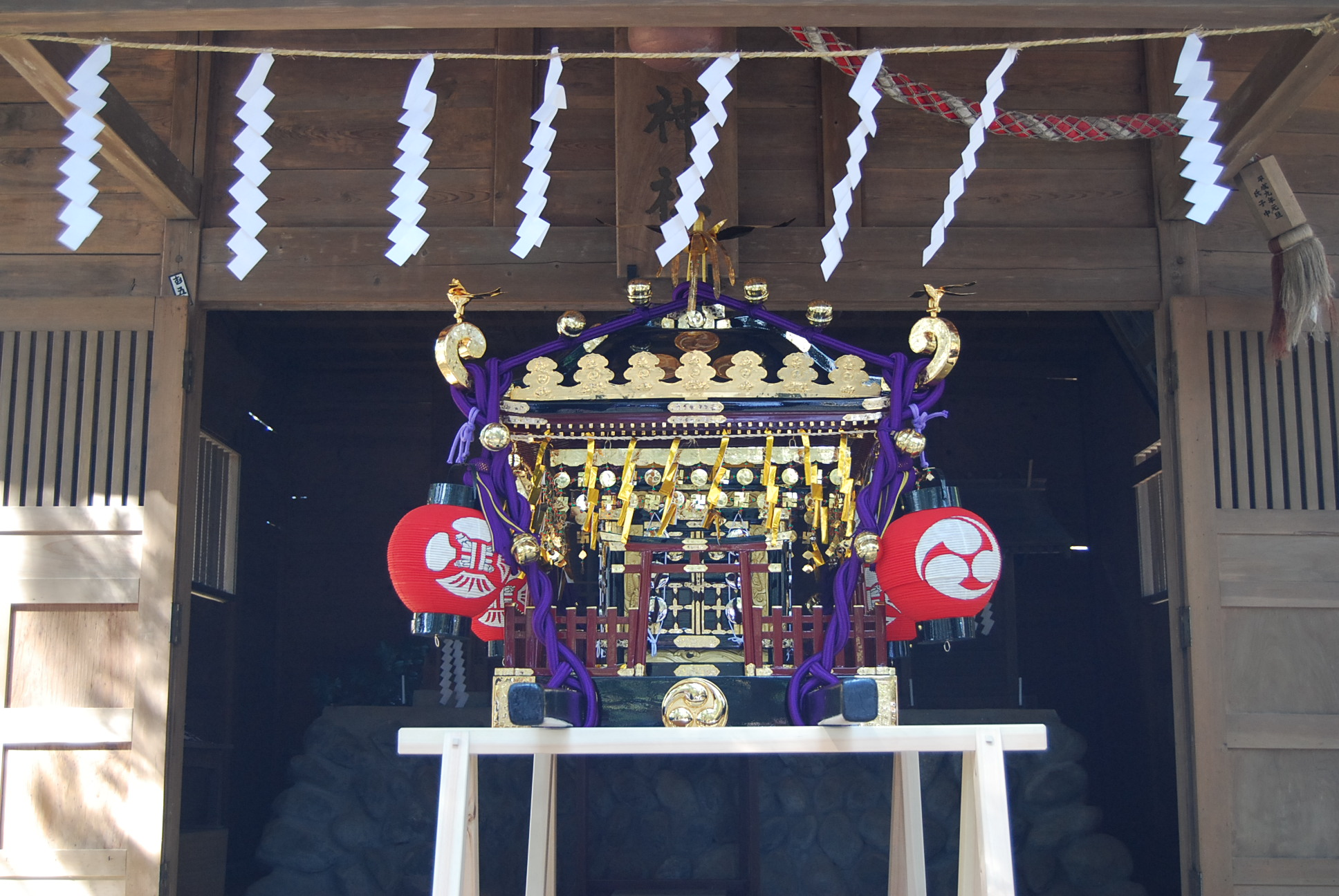
金子神社神輿

金子神社には、古くから伝わる神輿があるものの制作時期は不明である。平成21年3月に神輿の老朽化に伴い製作後、初の大修復を行い今日に至っている。

### 山車
祭礼で曳きまわされる山車は2基あり、どちらの山車でも「西三ツ木ばやし」が演奏される。現在の大山車は明治中期に笹井地区（現在の狭山市笹井）より購入し、車輪を蓮花院（入間市春日町）で借用した。昭和初期から中期にかけては居囃子となり山車の車輪を取り外し基礎の部分に大型の臼を置いた。昭和40年代に土台部分のみトラックのシャーシーに造り替え、現在に至っている。小山車はヤグラと呼ばれ元々は村の若い衆が担ぐ「担ぎヤグラ」と称されていた。現在のヤグラは昭和40年代に新たに製作され、シャシーは鉄骨作りでその上にヤグラが組まれている。

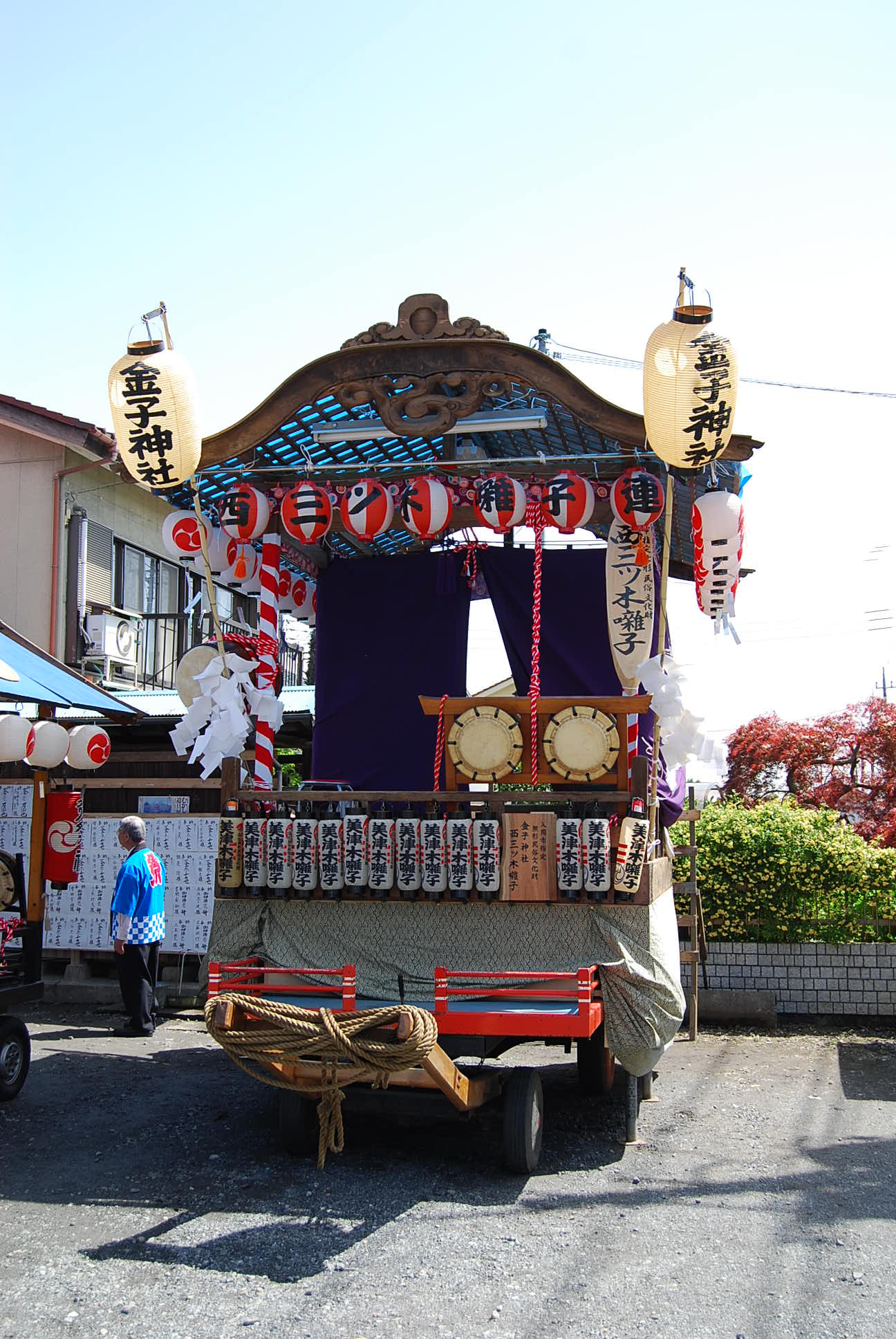
山車

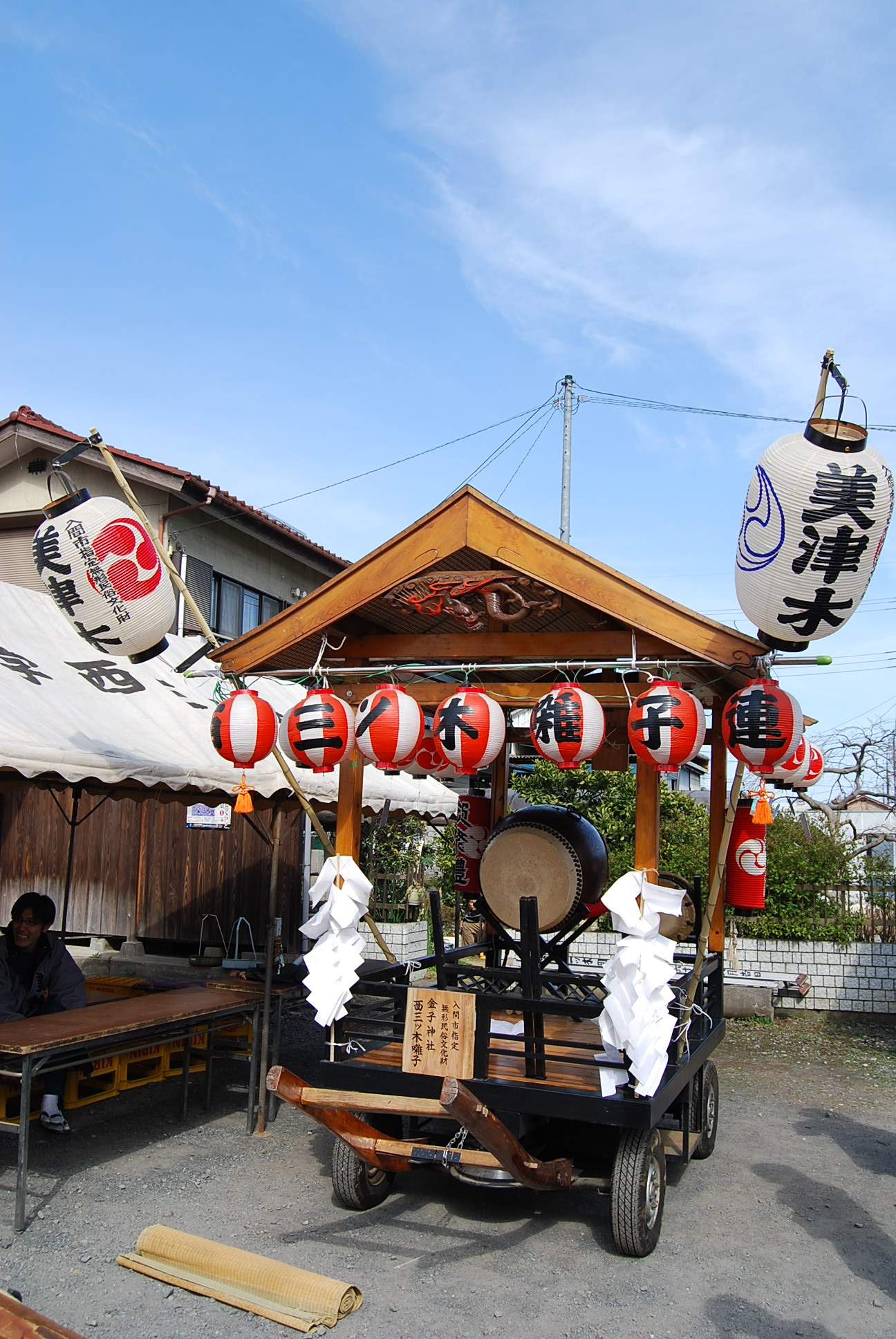
ヤグラ（小山車）

### 祭礼時に使用する幟
西三ツ木地区に伝わる幟で、最古のものには『「獻素盞鳴尊」（すさのうのみことにけんず）天保13年寅年（1842年）6月15日金子郷三ツ木村氏子中』と書かれている。

## 祭礼の様子
江戸後期より参道に提燈、旗竿を立て、大正初期には所沢（埼玉県所沢市）より八尺余（約250cm）の神武天皇、新田義貞、加藤清正の山車人形を借り受け、講壇の上に飾り立てた。祭礼当日は神輿を先頭に神主が供奉、氏子総代、神輿係が警護し、小学生が灯篭を持って道路を照らし、振り万燈2基には「村内安全」「五穀豊穣」と書かれていた。2基の山車では「西三ツ木ばやし」が演奏され、ヤグラでは道々で「道中（どうちゅう）」（別名、ろっぺん返し）を、神酒所に到着するとヤグラを地面に置き「車切（しゃぎり）」が演奏された。大山車では5人囃子が演奏され、どちらの山車も白粉に晴れ着姿の子供を先頭に、西三ツ木流木遣り、法螺貝、拍子木を打ち鳴らしながら村廻りを行った。昭和中期には根通り（東京都道・埼玉県道63号青梅入間線 ）を東は入間市上谷ヶ貫、西は入間市木蓮寺まで練り歩き、その道々において、近隣の青梅藤若囃子（東京都青梅市藤橋）、南峯囃子連（現・桂囃子保存会）、新久はやし保存会を招待し演奏させた。現在は、交通事情もあり西三ツ木、三ツ木台のみを廻るだけである。西三ツ木ばやしの演奏は御神体を神輿から天王山の金子神社に遷し、神輿が下山するまで賑やかに行われる。

## 関連
- 金子神社
- 西三ツ木ばやし